# Werner Kugler (Politiker)
Werner Kugler (* 18. September 1910 in Dresden; † 9. August 1973) war ein deutscher Jurist, nationalsozialistischer Funktionär und Politiker (CDU). Er war von 1955 bis 1973 Bürgermeister von Schleswig.

## Leben
Im Alter von 21 Jahren trat Kugler zum 1. November 1931 der NSDAP bei (Mitgliedsnummer 713.884). Er studierte Rechtswissenschaften und promovierte 1936 an der Universität Leipzig mit der 63-seitigen juristischen Dissertation Die ersatzrechtlichen Beziehungen der Fürsorgeverbände zu den Trägern der Sozialversicherung, die bei Dittert in Dresden in Druck erschien.
Ab 1939 war Kugler in der Hitler-Jugend tätig, wo er Abteilungsleiter in der Reichsjugendführung und später im Zentralamt wurde. Nach mehrfacher Beförderung wechselte er zum Reichsministerium des Inneren, wo er in der Gesundheitsabteilung unter Leonardo Conti arbeitete. Kugler erhielt mehrere Auszeichnungen aufgrund hervorragender Verdienste bei der Erfüllung unmittelbarer Kriegsaufgaben auf dem Gebiet der Jugendpflege und Jugendhilfe.
Im Januar 1943 wurde Kugler im Zentralamt der Reichsjugendführung zum Bannführer befördert. Bis zum Ende des Zweiten Weltkrieges war er als Oberregierungsrat im Reichsinnenministerium in Berlin tätig.
Nach dem Zweiten Weltkrieg trat er der CDU bei und wurde 1955 zum Bürgermeister von Schleswig gewählt. In dieser Funktion war er nach der 1966 erfolgten Wiederwahl bis zu seinem Tod 1973 im Amt. Ferner war er u. a. Vorsitzender des Fremdenverkehrsverbandes Nordmark und im Vorstand des Deutschen Fremdenverkehrsverbandes sowie Vizepräsident des Deutschen Städtebundes.